# 市山貴章
市山 貴章（いちやま きしょう、1950年12月2日 - ）は、富山県高岡市出身の俳優。本名は佐藤登、旧芸名は市山登。所属は株式会社クレオ。

## 略歴・人物
血液型はA型。身長173cm、体重65kg、バスト95cm、ウェスト79cm、ヒップ90cm、靴のサイズ26cm。
富山県立高岡工芸高等学校卒業後、上京しタレント養成所入所。1976年、NHK総合『シリーズ人間模様 妻たちの二・二六事件』の中尉役でデビュー。
趣味は競馬、ゴルフ。

## 出演

### テレビドラマ
NHK
- 連続テレビ小説
  - 風見鶏（1977年）
  - つばさ（2009年） - 水村 役
- 少年ドラマシリーズ 赤い月（1977年） - 小西重介 役
- あ・うん（1980年）- 辻本研一郎 -（水田さと子のお見合い相手）
- 幕末未来人 - 沖田総司 役
- 風の来た道
- 慶次郎縁側日記 第2シリーズ（2005年） - 巴屋久作 役
- ビターシュガー（2011年）
- 陽だまりの樹（2012年） - 堂玄 役
- 大河ドラマ 麒麟がくる（2020年）

TBS
- 無邪気な関係
- うちの子に限って - 夏川先生 役
- おりん
- 男女交通刑務所
- 塀の中の懲りない面々
- 花王愛の劇場 はれ時々くもり
- 月曜ドラマスペシャル
  - 水上署の源さん・人情事件簿（1999年） - 水上署・湊川刑事
  - 監察医・薮野善次郎8
  - 森村誠一サスペンス「灯」
- 月曜ミステリー劇場 スクープ

NTV
- 重役秘書 （1979年）
- 勝手にしやがれヘイ!ブラザー 第1話（1989年）
- はだかの刑事
- 火曜サスペンス劇場
  - 曲がり角の女たち
  - 弁護士・朝日岳之助 (7) 「逆転証人」（1996年1月16日） - 松崎範和 役
- 天国への階段
- 悪女（わる）〜働くのがカッコ悪いなんて誰が言った?〜（2022年） - 長谷川 役

ANB
- 生徒諸君!
- 裏刑事
- ベイシティ刑事
- さすらい刑事旅情編
- 特捜ロボ ジャンパーソン（1993年） - ベン藤波 役
- 未来戦隊タイムレンジャー - 山下慶吾 役
- 土曜ワイド劇場
  - おとり捜査官・北見志穂4（2001年12月） - 山本 役
  - 「フリー女子アナの殺人リポート2」（2006年2月）
  - ショカツの女〜新宿西署・刑事課強行犯係7（2013年2月）
- だめんず・うぉ〜か〜8話（2006年）
- 相棒 Season 9 第10話「聖戦」（2011年1月1日） - 富田邦夫 役

CX
- 鬼平犯科帳 第7シリーズ 第3話「妖盗葵小僧」（1996年） - 小四郎 役 ※市山登名義
- 剣客商売 第2シリーズ 第7話「いのちの畳針」（2000年） - 市木典馬 役
- 美人キャスター危機一髪! - AD高村 役
- 赤と黒のゲキジョー
  - ヤバい検事 矢場健〜ヤバケンの暴走捜査〜4（2014年11月） - 西山卓也 役

EX
- 家政夫のミタゾノ 第6話(2019年5月24日) - 院長 役

TX
- 女と愛とミステリー 監察医・篠宮葉月 死体は語る1-3、5-6
- 李香蘭
- みんな誰かを殺したい
- 超光戦士シャンゼリオン - 宗方猛 役
- 警視庁強行犯係・樋口顕 最終話（2021年2月19日） - 深沢達夫 役

YTV
- 永遠の仔

NHK BSプレミアム
- 新選組血風録 - 小川松庵 役
- 陽だまりの樹（2012年） - 堂玄（薬師）役

### 映画
- 芦屋令嬢　いけにえ (1986年）- 日活 ※市山登名義
- バカヤロー!2 幸せになりたい。 - 松竹
- ブレイクアウト - 日活
- 週刊・バビロン - 東映
- 本日またまた休診なり - 松竹
- 青空のルーレット （2007年11月） - 店長 役
- 沈まぬ太陽（2009年） - 角川
- 剱岳 点の記（2009年） - 東映
- カオルの葬式（2024年） - 双子の老人 役[2]

### Vシネマ
- 凶悪の紋章 - 東映
- ザ・ヒットマン 血はバラの匂い - 東映

### 舞台
- 蘆火野
- 松の家露八、拝領妻始末
- 孤愁の岸
- 屋根の上のヴァイオリン弾き
- ふぞろいの花火たち

### その他
- ドラゴンクエスト&ファイナルファンタジー in いただきストリートポータブル - CM
- 超光戦士シャンゼリオンバイブル - 書籍